# 通津桥 (湖州市)
通津桥俗称大桥，是中國浙江省湖州市南浔区南浔镇东市河上的一座大型单孔石拱桥，也是镇上最大的古桥。该桥始建于宋代，原名浔溪桥，清嘉慶三年（1798）重建，咸豐五年（1855）、七年（1857）整修，同治五年（1866）又修。桥长28米，宽4米，跨度14米，拱矢高达7.6米，南北各有踏步33级，拱券采用纵联分节并列砌筑。因桥靠近南浔镇十字水系的交叉处，明清时期桥头附近形成了繁荣的镇中心，特别以桥南的丝市丝行垛著称。
- 南侧桥面
- 自桥上东望东市河及洪济桥